# الأوغاد (فلم هندي)
Kaminey (باللغة الإنكليزية: الأوغاد) هو فيلم 2009 من إخراج فيشال بهاردواج ويضم شاهيد كابور، بريانكا تشوبرا في الأدوار الرئيسية. تعيين على خلفية من العالم السفلي، ويحكي الفيلم قصة يوم في حياة زوج من التوائم، واحد منهم لديه ثغة والآخر الذي التعتعة.

## وصلات خارجية
- مقالات تستعمل روابط فنية بلا صلة مع ويكي بيانات

1. ↑  "معلومات عن الأوغاد (فيلم هندي) على موقع allmovie.com". allmovie.com. مؤرشف من الأصل في 2021-02-01.
2. ↑  "معلومات عن الأوغاد (فيلم هندي) على موقع indiancine.ma". indiancine.ma. مؤرشف من الأصل في 2021-05-13.
3. ↑  "معلومات عن الأوغاد (فيلم هندي) على موقع kinopoisk.ru". kinopoisk.ru. مؤرشف من الأصل في 2016-05-31.